# Санников (проток)
Протока Са̀нников (на руски: Санникова пролив) е проток между островите Котелни на север и Малък Ляховски на юг (от Новосибирските острови), като свързва море Лаптеви на запад с Източносибирско море на изток. Минимална ширина 55 km, дълбочина 10 – 20 m. Почти през цялата година е заледен. Административно е на територията на Якутия в Русия. Протокът е открит през 1773 г. от руския търговец на ценни животински кожи Иван Ляхов, а наименованието проток Санников е утвърдено през 1935 г. в чест на друг руски търговец на ценни животински кожи Яков Санников, който през 1811 г. пръв описва бреговете му.